# Missinaibi River
Der Missinaibi River (französisch Rivière Missinaibi) ist ein 426 km langer Fluss im Norden der kanadischen Provinz Ontario.

## Flusslauf
Der Missinaibi River vereinigt sich nahe Moosonee mit dem Mattagami River und bildet den Moose River, der später in die James Bay mündet. Da der Fluss durch den Michipicoten River mit dem Oberen See verbunden ist, wurde er früher von Händlern genutzt. Am Fluss wurden daher am Ende des 18. Jahrhunderts viele Handelsposten erbaut. Heute wird er zum Fischen und Kampieren genutzt.
Der Missinaibi River hat den Status eines Canadian Heritage River. Der Oberlauf des Missinaibi River bis zur Einmündung des Brunswick River liegt außerdem innerhalb des Missinaibi Provincial Parks.
Der Name bedeutet in der Cree-Sprache „dargestelltes Wasser“.

## Größere Nebenflüsse
- Hay River
- Fire River
- Brunswick River
- Mattawitchewan River
- Mattawishkwia River
- Pivabiska River
- Soweska River
- Opasatika River